# Kolumbiai hegyicsiröge
A kolumbiai hegyicsiröge (Macroagelaius subalaris) a madarak osztályának verébalakúak (Passeriformes) rendjébe, azon belül a csirögefélék (Icteridae) családjába tartozó faj.

## Rendszerezése
A fajt Auguste Boissonneau francia ornitológus írta le 1840-ben, a Quiscalus nembe Quiscalus subalaris néven.

## Előfordulása
Dél-Amerika északnyugati részén, az Andok hegységben, Kolumbia területén honos. A természetes élőhelye szubtrópusi és trópusi hegyi erdők. Állandó, nem vonuló faj.

## Megjelenése
A hím testhossza 29–30 centiméter, a tojóé 27–28 centiméter. Tollazata fekete színű.

## Életmódja
Ízeltlábúakkal  táplálkozik.